# David Gail
David Gilbert (David) Gail (Tampa (Florida), 27 februari 1965 – 16 januari 2024) was een Amerikaans acteur. 

## Biografie
Gail is begonnen met acteren in 1990 met de televisieserie Growing Pains. Hierna heeft hij in nog meer televisieseries en films gespeeld, zoals the Round Table (1992), Beverly Hills, 90210 (1991–1994), Robin’s Hoods (1994–1995) en Savannah (1996–1997). 
Hij overleed op 16 januari 2024 op 58-jarige leeftijd aan de gevolgen van een hartstilstand.

## Filmografie

### Films
Uitgezonderd korte films.
- 2008 The Belly of the Beast – als Bill Hillman
- 2004 The Hollywood Mom’s Mystery – als Justin Caffrey
- 2004 Perfect Opposites – als Rex
- 2002 Carnival Knowledge – als Martin
- 1998 Some Girl – als Mitchell
- 1997 Two Came Back – als Matt
- 1993 Full Eclipse – als gek

### Televisieseries
Uitgezonderd eenmalige gastrollen.
- 1999–2000 Port Charles – als dr. Joseph Parnell – ? afl.
- 1996–1997 Savannah – als Dean Collins – 34 afl.
- 1994–1995 Robin’s Hoods – als Eddie Barlett – 17 afl.
- 1991–1994 Beverly Hills, 90210 – als Tom en Suart Carson – 8 afl.
- 1993 Matlock – als Mike Rydell – 2 afl.
- 1992 The Round Table – als Danny Burke – 7 afl.

- International Standard Name Identifier: 0000 0003 7333 1436
- Library of Congress Control Number: no2008059173
- Virtual International Authority File: 61352034
- WorldCat: E39PBJh8JrJXX8XjgbdgDqGT73